# Yigal Kopinsky
Yigal Kopinsky, (* 16. října 1985) je surinamský zápasník–judista. S judem začínal v 15 letech. Připravuje se v Paramaribu pod vedením Bastiaana de Boera a Johana Nekruie. V roce 2016 obdržel od tripartitní komise pozvánku k účasti na olympijských hrách v Riu, kde vypadl v úvodním kole.